# Kommelínavirágúak
A kommelínavirágúak (Commelinales) az egyszikűek osztályának (Liliopsida) egyik rendje. Korábban sok család tartozott a rendbe, és egyes mostani családjai más rendekben kaptak helyet (pl. a vízijácintfélék a liliomvirágúak [Liliales] egyik családja volt). A kommelínavirágúak monofiletikus csoportot alkotnak a gyömbérvirágúakkal (Zingiberales), az egyszikű klád (APG II: monocots) két záró rendje. A kommelína-virágúak monofiletikus eredetét 95%-os bizonyossággal támogatja két plasztiszgén és a 18S riboszómális gén. A közös morfológiai sajátosságaik:
- kivétel nélkül lágyszárú növények,
- a szállítóelemek vastagodása spirális,
- az edényekben kovatesteket nem találunk (ellenben a Zingiberales renddel).

A sok régi család  helyett mostanra csak ötöt tartottak meg a molekuláris kladisztika eredményei alapján (rbcL génszekvencia-vizsgálat).